# Nedre Bodsjön
Nedre Bodsjön är en sjö i Bräcke kommun i Jämtland och ingår i Ljungans huvudavrinningsområde. Sjön har en area på 0,123 kvadratkilometer och ligger 402,1 meter över havet. Sjön avvattnas av vattendraget Ovån.

## Delavrinningsområde
Nedre Bodsjön ingår i det delavrinningsområde (695627-150519) som SMHI kallar för Utloppet av Nedre Bodsjön. Medelhöjden är 456 meter över havet och ytan är 4,49 kvadratkilometer. Räknas de 6 avrinningsområdena uppströms in blir den ackumulerade arean 22,84 kvadratkilometer. Ovån som avvattnar avrinningsområdet har biflödesordning 4, vilket innebär att vattnet flödar genom totalt 4 vattendrag innan det når havet efter 176 kilometer. Avrinningsområdet består mestadels av skog (76 procent) och sankmarker (17 procent). Avrinningsområdet har 0,12 kvadratkilometer vattenytor vilket ger det en sjöprocent på 2,8 procent.